# 黒田淑子
黒田 淑子（くろだ よしこ、1929年（昭和4年）9月9日 - 2023年（令和5年）9月22日）は、日本の歌人。岐阜県生まれ。岐阜女子専門学校（現岐阜市立女子短期大学）卒業。第一歌集『丘の外燈』は、繊細な感覚の働いた抒情性の高い作品を特色とする。佐藤佐太郎の純粋短歌論に立脚しながら詩情を中心に据えた作歌活動を続けた。また、女子受刑者に対する短歌指導を長年続け、藍綬褒章などを受章した。

## 経歴
- 1929年（昭和4年）　岐阜県生まれ。
- 1956年（昭和31年）　歩道短歌会に入会、佐藤佐太郎に師事。
- 1961年（昭和36年）　「青」で第7回角川短歌賞次席。篤志面接委員として、女子受刑者に短歌指導して現在に至る。
- 1963年（昭和38年）　第一歌集『丘の外燈』発行。
- 1966年（昭和41年）　随筆集『桃の林』発行。
- 1972年（昭和47年）　第二歌集『黄花』発行。
- 1985年（昭和60年）　第三歌集『花餅』発行。同人誌「嬉遊」創刊。
- 1986年（昭和61年）　現代歌人協会会員。
- 1988年（昭和63年）　第四歌集『前宵祭』発行。
- 1989年（平成元年）　岐阜県芸術文化奨励賞受賞[5]。
- 1993年（平成5年）　第五歌集『清夏』発行。
- 1994年（平成6年）　受刑者たちの歌集『かさまつ』を編集。
- 1995年（平成7年）　矯正教育（短歌）により藍綬褒章を受章。
- 1997年（平成9年）　第六歌集『薄明』発行。
- 1998年（平成10年）　岐阜県芸術文化顕彰受彰[6]。
- 2004年（平成16年）　第七歌集『岐阜蝶』発行。
- 2006年（平成18年）　岐阜市政功労受賞[7]。
- 2007年（平成19年）　瑞宝双光章受章。
- 2012年（平成24年）　第八歌集『橋』発行。

## 代表作品
- 吹かれつつ降る淡雪のやみしとき月冴え冴えと青き夜はくる　『丘の外燈』
- あやまてる愛などありや冬の夜に白く濁れるオリーブの油
- 競ふなく野火は野面を燃えゆけり日昏れてあをき靄渡りつつ　『黄花』
- 昏れてゆく明るさのなかあたらしき花は昨日の花の上に咲く
- 罪深き願ひのゆゑにわが長く生きむ思ひを支へきにけり　『花餅』
- 花餅を携へ飛騨より人は来ぬ思へば雪のかがやく朝
- 血縁なく同士の如く暮しきて小学生となるこの幼　『前宵祭』
- 黒き布におほふ十字架苦しみをうつつに持ちて祈るはさびし
- 新しき年に移らん夜の空に星々近しわが丘の上　『清夏』
- 百年経しケレップ水制に草生ひてだいさぎ遊ぶ川広き中
- 錯誤にて咲くにはあらず山吹の黄の花ながきつゆの丘道　『薄明』
- 受刑者の夢にたつ子に顔なきといへるは一人二人にあらず
- 放たれし小さき岐阜蝶かたくりの花に動かずわれも動かず　『岐阜蝶』
- いつよりか遠きかなしみ負ふごとく桐の一木の湖の辺に立つ
- 川幅の広くなりつつ冬の雨はげしく降れり橋渡る時　『橋』
- 帆を張りて漕ぎ出づる日のなかるらんをぐらき舟の生活者たち

### 歌集
- 第一歌集『丘の外燈』　1963年（昭和38年）　不動工房
- 第二歌集『黄花』　1972年（昭和47年）　歩道短歌会
- 第三歌集『花餅』　1985年（昭和60年）　短歌新聞社。昭和歌人集成
- 第四歌集『前宵祭』　1988年（昭和63年）　六法出版社。現代歌集シリーズ第7編
- 第五歌集『清夏』　1993年（平成5年）　短歌新聞社
- 第六歌集『薄明』　　1997年（平成9年）　短歌新聞社。現代女流短歌全集28
- 第七歌集『岐阜蝶』　2004年（平成16年）　角川書店
- 第八歌集『橋』　2012年（平成24年）　角川書店　角川平成歌人双書
- 第1歌集文庫『丘の外燈』　2013年（平成25年） 現代短歌社

### 随筆集
- 『桃の林』　1966年（昭和41年）

### 編集
- 受刑者たちの歌集『かさまつ』　1994年（平成6年）